# Cauê Borges
Cauê Borges dos Santos (Franca, 13 de fevereiro de 1991) é um jogador profissional brasileiro de basquete. Com apenas 18 anos já atuava pelo Franca, equipe profissional da cidade.
Além de três passagens pela equipe que o revelou, jogou também por Minas, Liga Sorocabana e Caxias do Sul, time pelo qual foi eleito para a seleção dos melhores do NBB 10.
Entre 2018 e 2020, defendeu o Botafogo, clube pelo qual foi campeão da Liga Sul-Americana de Basquete de 2019, eleito o MVP da competição. Atualmente, joga pelo Corinthians.